# Escàndol al poder
Escàndol al poder (títol original en anglès, The Runner) és una pel·lícula de drama polític estatunidenca del 2015 escrita i dirigida per Austin Stark en el seu debut com a director. La pel·lícula és protagonitzada per Nicolas Cage, Connie Nielsen, Peter Fonda i Sarah Paulson. S'ha doblat i subtitulat al català.
La pel·lícula es va estrenar el 7 d'agost de 2015, en un llançament limitat i a la carta a càrrec de la distribuidora Alchemy.

## Premissa
Arran del vessament de petroli de Deepwater Horizon del 2010 al golf de Mèxic, un polític idealista (Nicolas Cage) es veu obligat a enfrontar-se a la seva vida disfuncional després que la seva carrera sigui destruïda en un escàndol sexual. El vídeo surt a la llum després de concedir una entrevista en directe. El seu equip treballa conjuntament per salvar la situació.